# 巴尔屈斯
巴尔屈斯（法語：Barcus，法語發音：[baʁkys]）是法国大西洋比利牛斯省的一个市镇，位于该省中部偏东南，属于奥洛龙-圣玛丽区。

## 地名
该地名“Barcus”发音为[baʁkys]，末尾字母“s”发音，《世界地名翻译大辞典》与《世界地名译名词典》将其误译作“巴尔居”。

## 地理
巴尔屈斯（43°11'19"N, 0°46'20"W）面积46.93 平方千米，位于法国新阿基坦大区大西洋比利牛斯省，该省份为法国东南部省份，涵盖了贝阿恩与北巴斯克，西临大西洋比斯開灣，北至朗德省，东北接热尔省，东临上比利牛斯省，南与西班牙接壤。
与巴尔屈斯接壤的市镇（或旧市镇、城区）包括：罗基亚格、阿拉米茨、阿朗、谢罗特、埃斯基乌勒、热龙斯、热于多洛龙、洛皮塔勒圣布莱斯、拉讷昂巴雷图斯、蒙托里、普雷沙克若斯拜、圣关、索吉圣埃蒂安、塔尔代茨-索罗吕斯、特鲁瓦维尔。
巴尔屈斯的时区为UTC+01:00、UTC+02:00（夏令时）。

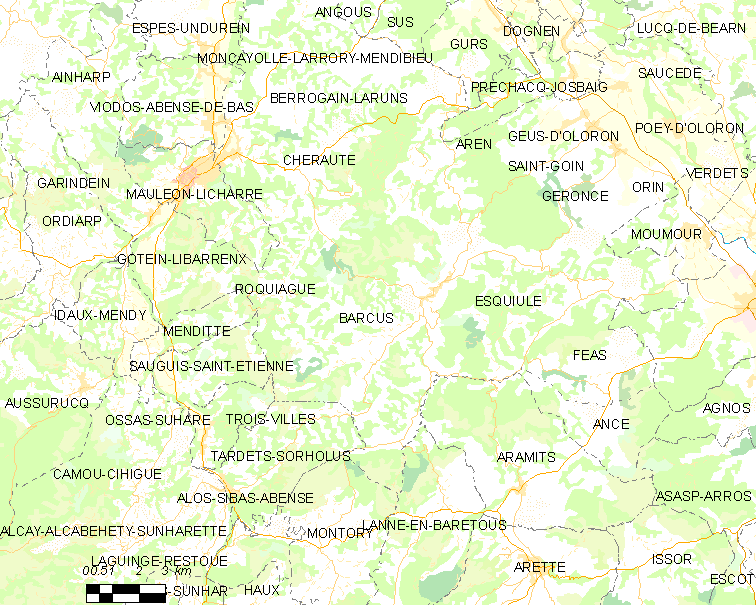
巴尔屈斯的OSM定位图

## 行政
巴尔屈斯的邮政编码为64130，INSEE市镇编码为64093。

## 政治
巴尔屈斯所属的省级选区为巴斯克山地县。

## 人口

1962-2008年间巴尔屈斯人口变化图示

巴尔屈斯于2022年1月1日时的人口数量为645人。